# لويس أبي نادر
لويس رودولفو أبي نادر كورونا (بالإسبانية: Luis Rodolfo Abinader Corona)‏ (من مواليد 12 يوليو 1967) هو اقتصادي وسياسي دومينيكي، وهو الرئيس المنتخب لجمهورية الدومينيكان. وكان مرشح الحزب الثوري الحديث لرئاسة جمهورية الدومينيكان في الانتخابات العامة 2016 و2020.

## نُبذة
ولد أبي نادر في سانتو دومينغو في 12 يوليو 1967. والديه من منطقة سيباو، ووالدته هي روزا سولا كورونا كابا، وهي دومينيكانية بيضاء من سلالة شعب الكناري الاستعمارية من مقاطعة لا فيغا. والده هو رجل الأعمال والزعيم السياسي خوسيه أبي نادر، وهو دومينيكاني من أصل لبناني ومن مواطني مقاطعة مونتي كريستي.

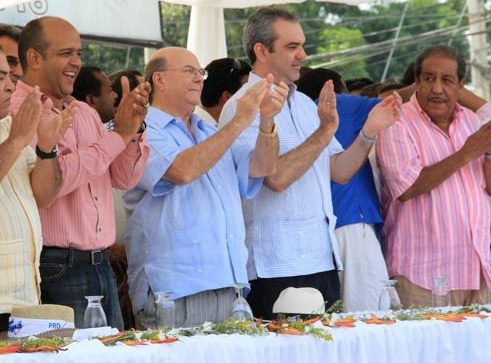
أبي نادر (الثاني من اليمين) مع هيبوليتو ميخيا وتافيتو سوبيرفي وفيلو سوبيرفي

تلقى تعليمه الثانوي في كوليجيو لويولا، قام بدراسات عليا في إدارة المشاريع في كلية هولت الدولية للأعمال، في كامبريدج، ماساتشوستس. كما درس تمويل الشركات والهندسة المالية في جامعة هارفارد والإدارة المتقدمة في كلية دارتموث في نيوهامبشير.